# Wiktor Szandorowski
Wiktor Szandorowski, ps. „Adam Szpak” (ur. 13 listopada?/25 listopada 1892 w Horodni, zm. 28 grudnia 1948 w Bad Rehburg) – podpułkownik obserwator pilot lotnictwa Wojska Polskiego. Żołnierz armii carskiej podczas I wojny światowej, uczestnik wojny polsko-bolszewickiej, komendant Oficerskiej Szkoły Obserwatorów Lotniczych, uczestnik powstania warszawskiego, pułkownik Armii Krajowej.

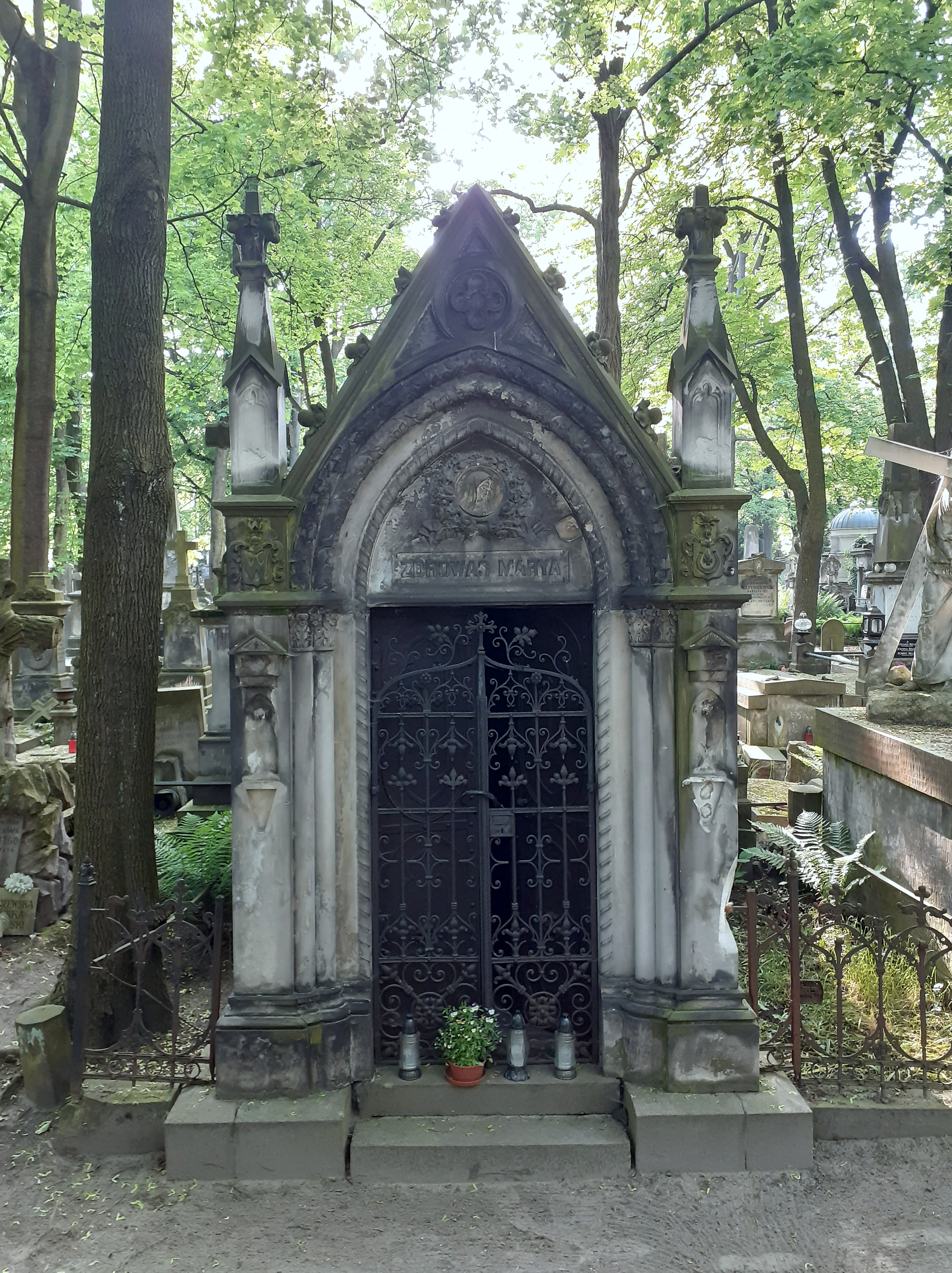
Rodzinna kaplica grobowa Wiktora Szandorowskiego

## Życiorys

### Młodość i I wojna światowa
Syn Sergiusza i Elżbiety Dela Vos . W 1910 roku ukończył gimnazjum w Homlu i rozpoczął studia na Wydziale Fizyczno-Matematycznym Uniwersytetu w Petersburgu, które ukończył w 1914 roku. Po wybuchu I wojny światowej powołany do odbycia służby w armii carskiej. Został skierowany do Konstantynowskiej Szkoły Artylerii, którą ukończył w lipcu 1915 roku i skierowano go do służby w 1. lejbgwardyjskim moździerzowym dywizjonie artylerii. Walczył w tej jednostce na froncie do grudnia 1916 roku, kiedy został przeniesiony do 1. gwardyjskiej eskadry lotniczej. 1 października 1917 roku otrzymał skierowanie na kurs obserwatorów do szkoły lotniczej w Eupatorii.

### Służba w Wojsku Polskim
Po zakończeniu I wojny światowej przedostał się do Polski i 18 grudnia 1918 roku wstąpił do odrodzonego Wojska Polskiego. Dostał przydział do 1. lotniczego batalionu uzupełnień, równocześnie brał udział w kursach lotniczych zorganizowanych na Politechnice Warszawskiej. W marcu 1919 roku został przydzielony do 8. eskadry wywiadowczej i w jej składzie wziął udział w wojnie polsko-bolszewickiej. Na początku maja, w załodze z pil. Kazimierzem Jesionowskim, wykonał pierwszy lot bojowy 8. eskadry wywiadowczej. Otrzymali zadanie przeprowadzenia rozpoznania i zatopienia uzbrojonej bolszewickiej jednostki rzecznej na Pinie. Lotnicy przeprowadzili rozpoznanie, nie zdołali jednak zbombardować statku.
W czerwcu 1919 roku mianowano go komendantem nowo utworzonej Oficerskiej Szkoły Obserwatorów Lotniczych (OSOL). Pod jego kierownictwem wykształcono, podczas trzech kursów, 71 obserwatorów, którzy stali się znacznym uzupełnieniem dla jednostek polskiego lotnictwa. Trudna sytuacja na froncie zawiesiła normalne funkcjonowanie Szkoły. Uczniowie i kadra instruktorska zostali przydzieleni do 4. eskadry wywiadowczej, Szandorowski wszedł w skład oddziału lotniczego wykonującego loty na rzecz sztabu 5. Armii.
Po zakończeniu działań wojennych pozostał na stanowisku komendanta OSOL do lata 1921 roku, następnie został przeniesiony do 1. pułku lotniczego. Awansowany na stopień majora w korpusie oficerów aeronautycznych ze starszeństwem z dniem 1 czerwca 1919 roku. W 1923 roku był kierownikiem referatu w Departamencie IV Żeglugi Powietrznej Ministerstwa Spraw Wojskowych, pozostając oficerem nadetatowym 1. pułku lotniczego.
1 kwietnia 1924 roku przydzielony do Centralnych Zakładów Lotniczych na stanowisko kierownika działu prób. Awansowany na stopień podpułkownika w korpusie oficerów aeronautycznych ze starszeństwem z dniem 1 stycznia 1927 roku. W 1928 roku ukończył kurs pilotażu i służył jako oficer Instytutu Badań Technicznych Lotnictwa. W kwietniu 1929 roku objął stanowisko dyrektora nauk w Centrum Wyszkolenia Oficerów Lotnictwa (CWOL). W 1932 roku był drugim oficerem CWOL. W marcu 1933 roku został przeniesiony do dyspozycji szefa Departamentu Aeronautyki MSWojsk. W czerwcu 1935 roku został przeniesiony do Departamentu Dowodzenia Ogólnego MSWojsk. na stanowisko szefa wydziału. Ukończył kurs oficerów sztabowych w Wyższej Szkole Wojennej. W 1938 roku otrzymał mianowanie na dowódcę Obrony Przeciwlotniczej Dowództwa Okręgu Korpusu Nr VII w Toruniu i pełnił tę funkcję do momentu wybuchu II wojny światowej.

### II wojna światowa i lata powojenne
Podczas okupacji niemieckiej działał w Armii Krajowej, został awansowany do stopnia pułkownika. W latach 1939–1944 służył w Okręgu Łódzkim AK, wziął udział w powstaniu warszawskim. Służył jako oficer dyspozycyjny w sztabie Obwodu Śródmieście AK. Po zakończeniu powstania trafił do niemieckiej niewoli (numer jeniecki 1168), przebywał w Stalagu XI B Fallingbostel. Z niewoli uwolniły go w Lubece oddziały armii brytyjskiej .
Po zakończeniu działań wojennych pozostał w zachodniej strefie okupacyjnej. Lata okupacji i pobyt w niewoli nadszarpnęły jego zdrowie. Został skierowany na leczenie sanatoryjne, które nie poprawiło jego stanu zdrowia. Zmarł 28 grudnia 1948 roku w Bad Rehburg i spoczął na miejscowym cmentarzu.

### Działalność sportowa
2 września 1923 roku w Krakowie, podczas mistrzostw Polski w pływaniu, reprezentując WKW Warszawa zdobył złoty medal w sztafecie 4 × 45,2 m (wraz z nim w ekipie WKW płynęli por. Kazimierz Dobrowolski, por. Władysław Kuncewicz, por. inż. Leonard Seweryński). W sierpniu 1928 roku, w załodze z mjr pil. Wacławem Makowskim, wziął udział w II Locie Małej Ententy i Polski wokół Bałkanów (lot długości 3112 km). Byli uważany za faworytów zawodów, jednak awaria systemu chłodzenia silnika ich Lublina R.VIII spowodowała dużą stratę czasową. Uniemożliwiło im to zajęcie punktowanego miejsca.
Został pochowany na cmentarzu Powązkowskim w Warszawie (kwatera 32-1-22).

## Ordery i odznaczenia
- Złoty Krzyż Zasługi (10 listopada 1928)[26]
- Polowa Odznaka Obserwatora nr 4 (11 listopada 1928)[27][28]
- Krzyż Oficerski Orderu Białego Lwa (Czechosłowacja, przed 1928)
- czechosłowacka Odznaka Obserwatora (1929)[29]
- rumuńska Odznaka Pilota (1929)[30]